# Орден Святого Сильвестра
Орден Святого Сильвестра (полное официальное название — Папский Рыцарский Орден св. Сильвестра Папы, итал. Ordine Equestre Pontifice di San Silvestro Papa) — государственная награда Ватикана (Святого Престола). Младший (пятый по рангу) рыцарский орден Святого Престола. Предназначен для награждения мирян, имеющих заслуги перед католической церковью и Святым Престолом. Награждение производится, в основном, за профессиональные заслуги, прежде всего в области науки, литературы, искусства. Орденом могут награждаться как католики, так и представители других конфессий.

## История
Орден учрежден Папой Григорием XVI 31 октября 1841 году буллой Cum hominum mentes. Первоначально был соединён с орденом Золотой шпоры. 7 февраля 1905 года Папа Пий X отделил орден Св. Сильвестра от ордена Золотой шпоры и дал ему свой устав буллой Multum ad excitandos. 3 апреля 2019 года орденом была впервые награждена россиянка — оперная певица Светлана Касьян.

## Степени
После реформы 1905 года орден стал самостоятельным и состоит формально из трёх, а фактически — из четырёх классов:
- рыцарей Большого креста,
- командоры со звездой,
- командоры,
- рыцари[4].

|         |                      |                      |                          |  |
| Кавалер | Командор 2-го класса | Командор 1-го класса | Кавалеры Большого Креста |  |

## Описание
Знак ордена (после 1905 года) — мальтийский крест белой эмали и золотым сиянием между его концами. В центре медальона креста на синем эмалевом фоне — погрудное изображение святого Сильвестра в окружении золотой надписи: SANC. SILVESTER. P.M. На оборотной стороне медальона на серебряном фоне изображён герб Ватикана, окружённый латинскими буквами с датами учреждения и обновления ордена на синей эмали: MDCCCXLI (1841), MCMV (1905).
Знак рыцаря Большого креста носится на чресплечной ленте через правое плечо у левого бедра, командора — на шейной ленте, рыцаря — на груди (на «петличной ленте»). Звезда ордена — серебряная восьмиконечная, с наложенным поверх знаком ордена, располагается на левой стороне груди.
Церемониальные орденские одежды — чёрный сюртук, украшенный золотым шитьём, и чёрные брюки с золотыми лампасами. Орденский праздник — 31 декабря, День Св. Сильвестра.

## В культуре
В фильме «Крёстный отец 3» Майкл Корлеоне за благотворительную деятельность был пожалован командором папского ордена Святого Себастьяна, внешне полностью идентичного ордену Святого Сильвестра.